# Peru (Indiana)
Peru ist eine City im US-Bundesstaat Indiana.
Die am Wabash River gelegene Ortschaft ist zugleich County Seat des Miami County.

## Geschichte
Gegründet wurde Peru 1834 von Jason C. Smith. Die Model Gas Engine Works siedelte sich im frühen 20. Jahrhundert in Peru an, konnte sich jedoch nicht halten.
Bei der letzten Volkszählung 2020 hatte sie eine Einwohnerzahl von 11.073.

## Circus Capital of the World
Peru wird gerne als Welt-Zirkushauptstadt bezeichnet. Viele bekannte Zirkusse überwinterten in Quartieren in und um Peru. Die Circus Hall of Fame ist in Peru ansässig.

## Trivia
- In Peru ist der weltweit einzig noch verbliebene Hersteller von Dampforgeln ansässig.
- Der Asteroid 32570 Peruindiana ist nach Peru benannt.
- Der Stammessitz der Miami liegt in Peru.

## Söhne und Töchter der Stadt
- Cole Porter (1891–1964), Liedtexter und Komponist
- Ole Olsen (1892–1963), Komiker, Schauspieler und Autor
- Phillip Hinkle (* 1946), Politiker, Abgeordneter im Repräsentantenhaus von Indiana
- Ralph Richeson (1952–2015), Maler und Schauspieler
- Bob Gibbs (* 1954), Kongressabgeordneter